# Yelm
Pour l’article homonyme, voir Yelm (Washington).
Yelm est le dieu du Soleil dans le monde fictif de Glorantha, créé par Greg Stafford. C'est le maître du panthéon de la lumière et du feu. Il est aussi empereur de l'Univers, bien que Orlanth l'ait privé de la plupart de ses responsabilités.
Il est décrit dans plusieurs ouvrages comme Le Roi de Sartar de Greg Stafford, et les divers jeux de rôles de Glorantha (notamment dans le supplément Les Dieux de Glorantha pour RuneQuest).

## Histoire
Venu au début des temps, fils de Dayzatar la Lumière lointaine, Yelm était tout-puissant. Il avait épousé Ernalda, la Terre, et eu des enfants à lui, comme Yelmalio. Mais la rébellion d'Orlanth, armé de la Mort, lui coûta la vie et le Soleil descendit aux Enfers, créant ainsi la première nuit sur Glorantha.
Lorsque Orlanth vint le libérer, Yelm put reprendre sa place dans le ciel. Cependant, il dut abandonner sa femme (ou il la répudia, selon les sources) et fut donc séparé de la terre, l'air prenant la place du ciel. Yelm prit alors pour femme Dendara, la Bonne Épouse.
Une variante occidentale mêle ce mythe au monothéisme malkioni : selon les Carmaniens, qui sont des Malkionis acculturés par la religion solaire pélorienne, Yelm est une sorte de vizir, la pointe brillante de l'ersoon (baguette de magicien) d'Idovanus, le Dieu invisible, créateur rationnel et parfait de l'Univers. Selon les hérétiques d'Orlanth invisible, Yelm s'éteignit par accident et Orlanth, plus compétent le remplaça dans sa tâche.

## Culte
Yelm est adoré par deux peuples très différents : les Dara Happiens citadins et les Pentiens nomades.
Les Dara Happiens insistent sur sa fonction royale. Leur société est rigide et traditionaliste, structurée en castes, avec beaucoup de fonctionnaires. Les villes sont à l'image de la rune de Yelm (le Soleil : un cercle avec un point en son centre représentant la chaleur), rondes et striées de rues concentriques et de rayons. Les prêtres sont très puissants car ils doivent avaliser quasiment toutes les activités des fidèles, via une caste de fonctionnaires sacrés. Ils officient du haut de ziggourats qui leur servent aussi à scruter le Ciel et ainsi à savoir ce que désirent les dieux.
Les Pentiens préfèrent l'image du Soleil victorieux et libre, qu'ils appellent Yu-Kargzant ; ils rêvent d'ailleurs d'un jour libérer Yelm du chemin fixe imposé par Arachné Solara. Leur culte est direct et individuel. Cependant, de plus en plus de Pentiens veulent secouer le joug du nouvel Empire Lunaire, dont les fonctionnaires sont largement Dara Happiens : ils vont chercher plus de liberté dans le nouveau culte des dieux des Vents (dont Orlanth).